# Hanford (Washington)
Pour les articles homonymes, voir Hanford.
Hanford était une petite communauté agricole du comté de Benton  dans l'état de Washington. Le site a été réquisitionné en 1943 pour en faire un site de production pour le centre technique nucléaire connu sous le nom de Complexe nucléaire de Hanford. Le village était situé dans ce qui est à présent identifié en tant que secteur "100F".
Le village d'origine, qui devait son nom au juge Cornelius H. Hanford (en),, a été fondé en 1907. En 1913, il a été raccordé au réseau ferroviaire de Chicago, Milwaukee, St. Paul and Pacific Railroad, connu sous le nom "the electric railroad". À partir de 1925 le village a vu sa population augmenter et un hôtel, une banque et des écoles ont été construites.
Le gouvernement fédéral a décidé de transformer Hanford pour en faire un site industriel nucléaire dans le cadre du Projet Manhattan. Les habitants ont eu un délai de 30 jours pour évacuer le site à compter du 9 mars 1943. La plupart des immeubles ont été rasés, à part l'ancienne école qui a été utilisée pendant la deuxième guerre mondiale, et qui est toujours visible de nos jours.
Hanford est à présent un site protégé dans le cadre du Manhattan Project National Historical Park.

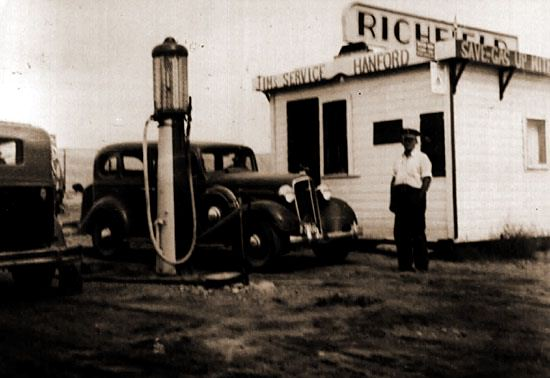
Station  service à Hanford, 1930
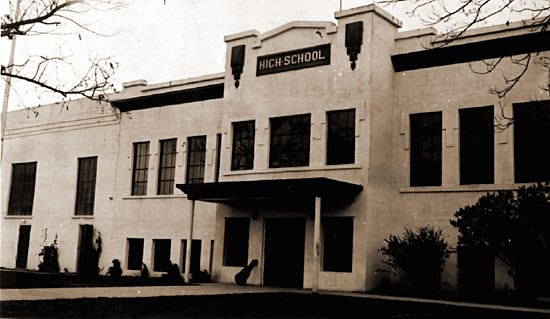
École d'Hanford, 1925
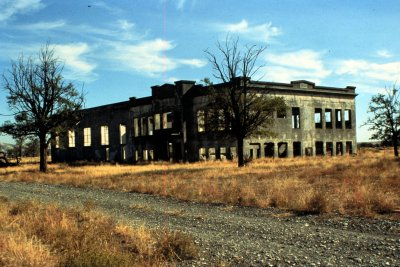
École d'Hanford après son utilisation par les militaires